# Max Hoffman
Max Hoffman, gebürtig Maximilian Edwin Hoffmann, Rufname „Maxie“, (geboren 12. November 1904 in Wien; gestorben 9. August 1981 in den USA) war ein US-amerikanischer Autohändler österreichischer Herkunft für europäische Importfahrzeuge.

## Leben
Maximilian Edwin Hoffmann war Sohn einer katholischen Mutter und eines jüdischen Vaters. Sein Vater betrieb eine Nähmaschinen- und Fahrradwerkstatt. Max Hoffmann fuhr in den 1920er Jahren Motorrad- und Autorennen. 1934 gründete er zusammen mit einem Partner den Autohandel Hoffmann & Huppert, der unter anderem Volvo-Fahrzeuge nach Österreich importierte.
Nach dem Anschluss Österreichs 1938 musste er nach Frankreich fliehen. Es gelang ihm 1941, von dort auf einem portugiesischen Schiff in die USA zu emigrieren. In New York betrieb er ein Geschäft mit Modeschmuck einschließlich eigener Fertigung. 1946 amerikanisierte er seinen Namen in „Hoffman“. Nach Kriegsende begann er, europäische Automobile in die USA zu importieren und gründete zu diesem Zweck 1947 in New York die „Hoffman Motor Company“.

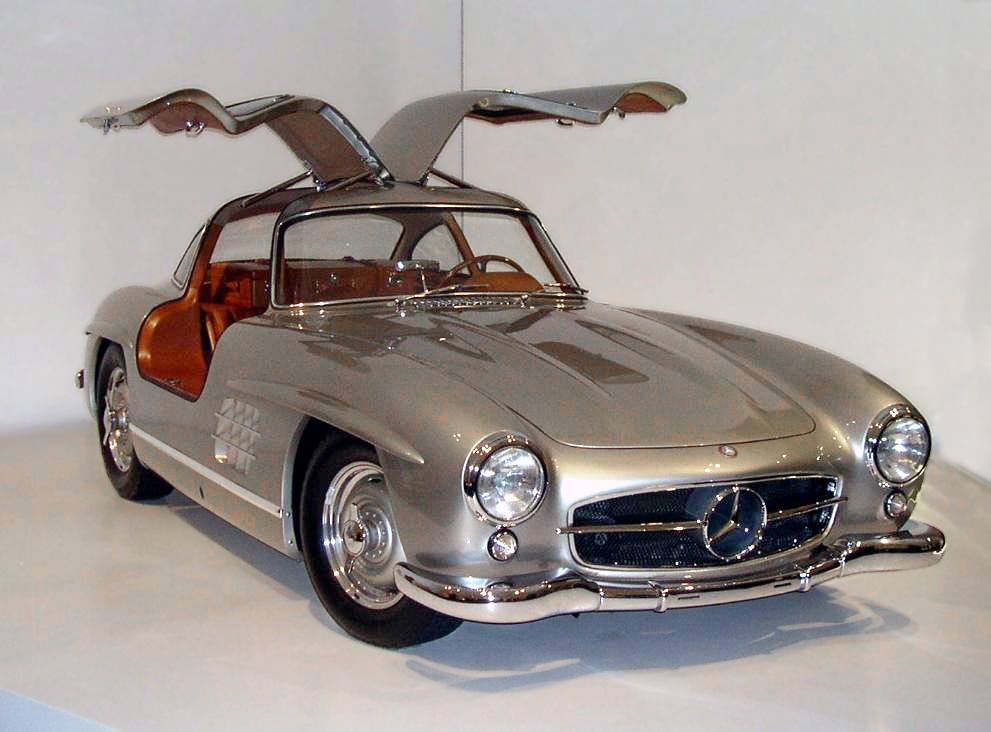
Mercedes-Benz 300 SL (1954–1957)

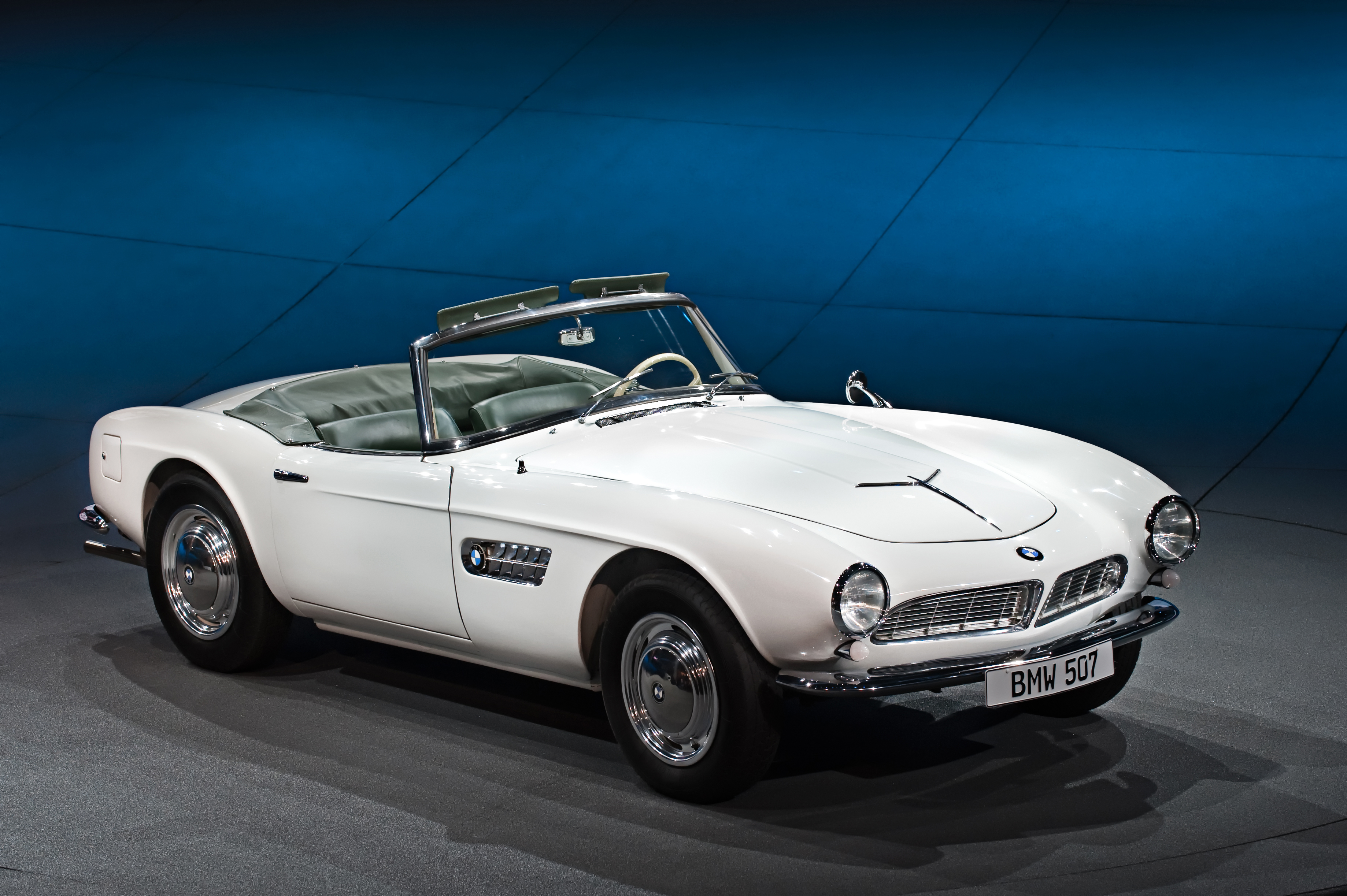
BMW 507 auf der IAA 2009

1955 beauftragte er Frank Lloyd Wright ein Wohnhaus in Rye zu errichten, das er bis 1972 bewohnte. Neben seinem Beruf als Automobilhändler sammelte Hoffman impressionistische Gemälde.
Nach seinem Tod gründete seine Witwe, Marion O. Hoffman, 1982 entsprechend seinem testamentarischen Willen die „Maximilian E. und Marion O. Hoffman Foundation Inc.“ Die Stiftung mit Sitz in West Hartford CT vergibt Stipendien an Studenten unter anderem der Fachrichtungen Erziehung, Medizin, Religion und Kunst. Die Stiftung hat ein Vermögen von rund 65 Mio. US-Dollar.

## Hoffman Motor Company
Die Hoffman Motor Company hatte ihren Sitz in der Park Avenue in Manhattan. Architekt der aufwendigen Ausstellungsräume war Frank Lloyd Wright. Erstes und anfangs einziges Ausstellungsobjekt war ein luxuriöses Delahaye Coupé mit einer Karosserie von Figoni et Falaschi. Ab 1948 wurde Hoffman Händler für Jaguar an der Ostküste der USA. Weitere Marken in seinem Programm waren Rolls-Royce, Bentley, Austin, Cooper, Rover, Lea-Francis, Healey und Morgan.
Ab 1950 wurde Hoffman Volkswagen-Importeur für die Region US-Ostküste. Die Verkaufserfolge mit dem VW Käfer blieben aber hinter den Erwartungen zurück. Nachdem er rund 2000 Fahrzeuge verkauft hatte, gab er die Volkswagen-Vertretung 1953 wieder ab. Wesentlich erfolgreicher verlief die Zusammenarbeit mit Porsche. Um den Porsche 356 populär zu machen, beteiligte sich Hoffman mit dem Sportwagen erfolgreich an Automobilrennen. Mitte der 1950er Jahre vertrieb er ein Drittel der gesamten Porsche-Produktion in den USA. Er machte seinen Einfluss geltend, um das Modell „356 Speedster“ auf den Markt zu bringen. Auch hat er Ferry Porsche davon überzeugt, das noch heute gültige Wappen als Porsche-Logo festzulegen.
1952 begann seine Zusammenarbeit mit Daimler-Benz, die sich sehr erfolgreich entwickelte. Die Jaguar-Vertretung musste er daraufhin abgeben. Auf seine Anregung entstanden die beiden Modelle Mercedes-Benz 300 SL und später 190 SL. Auf einer Sitzung mit dem Vorstand von Daimler-Benz, bei der die Entscheidung zur Entwicklung des 300 SL anstand, überzeugte er die Teilnehmer mit der spontanen Äußerung, dass er bereit sei, 1000 Fahrzeuge für den US-Markt abzunehmen. Die Zahl der insgesamt jährlich verkauften Mercedes-Fahrzeuge stieg von 253 im Jahr 1952 auf 6048 im Jahr 1957. Daimler-Benz strukturierte 1957 den Vertrieb in den USA neu und trennte sich gegen Abfindungszahlung von Hoffman.
Außerdem importierte Hoffman in den 1950er Jahren auch Fahrzeuge von Fiat und Alfa Romeo. Die Entwicklung des Alfa Romeo Giulietta Spider war wesentlich von ihm beeinflusst. Er verpflichtete sich, die ersten 500 Fahrzeuge abzunehmen. Das Modell erschien deshalb zunächst in den USA und erst danach auf dem italienischen Markt.
Mitte der 1950er Jahre begann seine Zusammenarbeit mit BMW. Er entwickelte die Grundzüge für den von Albrecht Graf von Goertz entworfenen BMW 507. Mitte der 1960er Jahre kündigte Hoffman die meisten seiner Händlerverträge und wurde exklusiver Vertreter für BMW. Die Fahrzeuge der sogenannten „Neuen Klasse“ verkaufte er erfolgreich in den USA. 1975 ließ er sich ausbezahlen und BMW übernahm den Verkauf in den USA über eigene Vertriebswege.

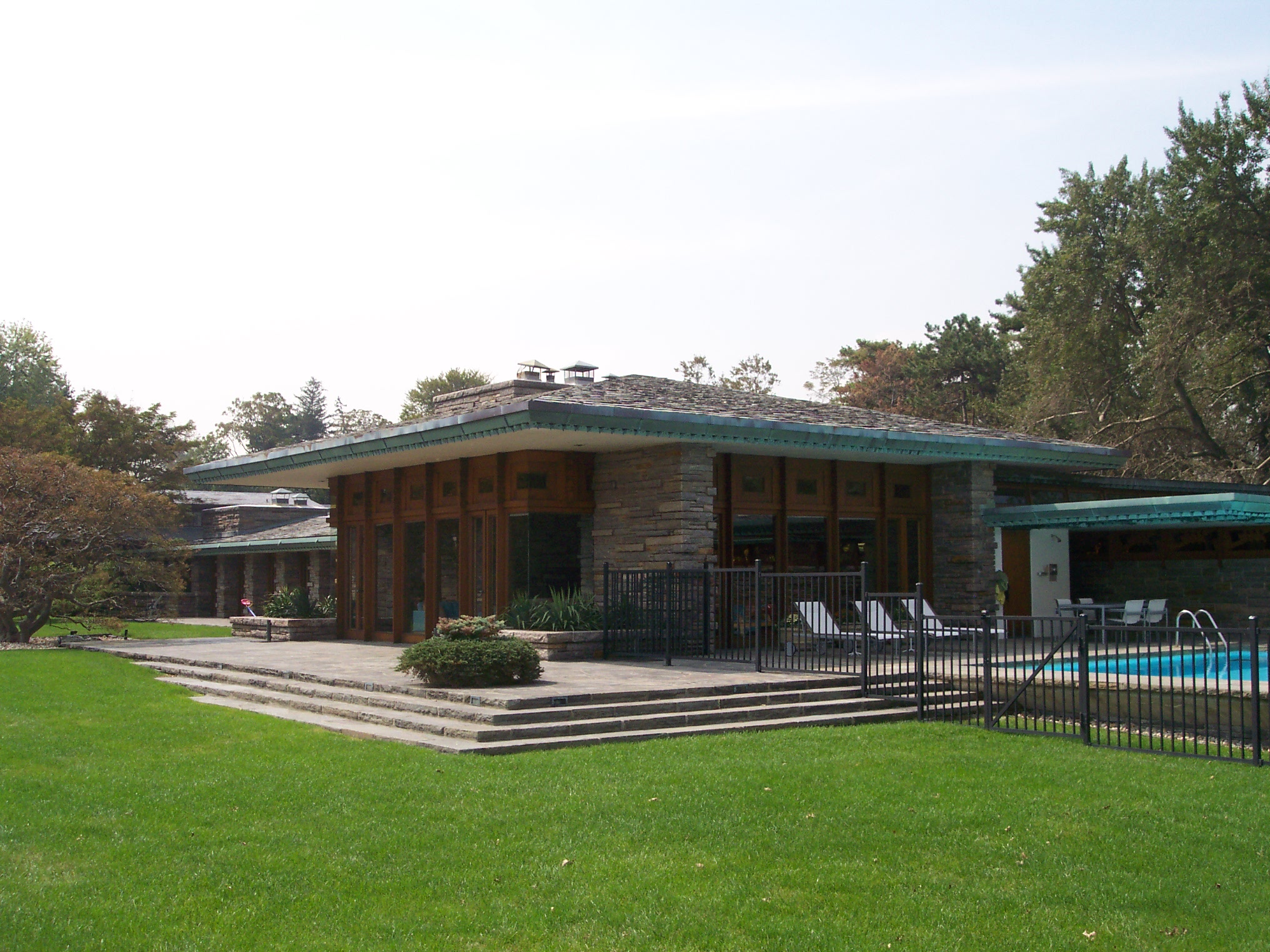
Frank Lloyd Wright: Hoffmans Haus in Rye (Foto von 2006)

2004 wurde Hoffman in die Automotive Hall of Fame aufgenommen.